# Kentur Lokon
Kentur Lokon (indonesiska: Gunung Kasehe) är ett berg i Indonesien.   Det ligger i provinsen Sulawesi Utara, i den nordöstra delen av landet, 2 200 km öster om huvudstaden Jakarta. Toppen på Kentur Lokon är 1 580 meter över havet, eller 918 meter över den omgivande terrängen. Bredden vid basen är 8,4 km.
Terrängen runt Kentur Lokon är huvudsakligen kuperad, men västerut är den bergig. Kentur Lokon är den högsta punkten i trakten. Runt Kentur Lokon är det tätbefolkat, med 319 invånare per kvadratkilometer. Närmaste större samhälle är Manado, 14,2 km norr om Kentur Lokon. I omgivningarna runt Kentur Lokon växer i huvudsak städsegrön lövskog.